# Mike Crapo
Michael Dean "Mike" Crapo [ˈkreɪpoʊ], född 20 maj 1951 i Idaho Falls, Idaho, är en amerikansk republikansk politiker. Han är ledamot av USA:s senat från Idaho sedan 1999. Han var ledamot av USA:s representanthus 1993–1999. Crapo är medlem av Jesu Kristi kyrka av sista dagars heliga.
Han avlade 1973 grundexamen vid Brigham Young University och 1977 juristexamen vid Harvard Law School. Han arbetade sedan som advokat i Idaho Falls. Han var ledamot av Idaho State Senate, delstatens senat, 1985-1992.
Under 2017 var Crapo en av 22 senatorer som undertecknade ett brev till president Donald Trump som uppmanade presidenten att få USA att dra sig ur Parisavtalet.
Crapo diagnostiserades 1999 med prostatacancer. Han genomgick 2000 en operation för prostatacancer. Cancern konstaterades på nytt 2005 och Crapo genomgick strålbehandling.
Mike och Susan Crapo har fem barn: Michelle, Brian, Stephanie, Lara och Paul.